# Chaetostoma machiquense
Chaetostoma machiquense is een straalvinnige vissensoort uit de familie van de harnasmeervallen (Loricariidae). De wetenschappelijke naam van de soort is voor het eerst geldig gepubliceerd in 1953 door Fernández-Yépez & Martín Salazar.